# Vielseitigkeitsprüfung (Angeln)
Die Vielseitigkeitsprüfung ist eine Mannschaftssportart des Angelsports und ein Präzisionssport, bei der der Umgang mit dem Angelgerät zu Land und zu Wasser trainiert wird.

## Die Vielseitigkeitsprüfung
Die Vielseitigkeitsprüfung besteht aus drei Disziplinen: dem Zielwurf, dem Weitwurf und einem gemeinschaftlichen Hegeangeln. Ziel ist das Erlernen des Umgangs  mit dem Angelgerät am Wasser und zu Lande. Das Hauptaugenmerk und vor allem die umfangreichste Trainingszeit liegt hierbei auf den Castingdisziplinen, die gegenüber dem Casting/Angeln in vereinfachter Form durchgeführt werden, um eine möglichst große Interessengemeinschaft zu erreichen.
Die Vielseitigkeitsprüfung ist eine Teamveranstaltung, wobei ein Team aus drei Mitgliedern besteht. 
Zusammenstellung der 3er-Teams:
- Jugendliche und Damen ohne Altersbeschränkung.
- Herren:

| Altersklasse | Alter           |
| ------------ | --------------- |
| I            | 19 bis 32 Jahre |
| II           | 33 bis 44 Jahre |
| III          | ab 45 Jahre     |

## Castingdisziplinen

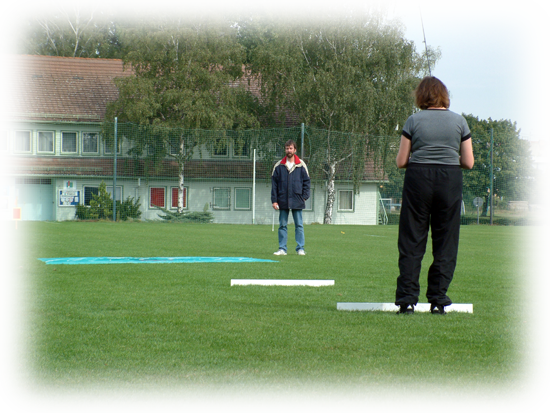
Der Zielwurf

Der Ziel- und Weitwurf wird mit ein und demselben Gerät und nacheinander ausgeführt.
Das Wurfgewicht ist ein Kunststoffgewicht (7,5 g) in Tropfenform.  Der Schnurdurchmesser beträgt mindestens 0,20 mm. Als Rute wird eine beliebige Rute mit einer maximalen Länge von 2,50 m benutzt. Die Castingdisziplinen werden auf einer Rasenfläche (Sportplatz) durchgeführt. Die Wurfbahnbreite beträgt 20 m.

### Zielwurf
Der Zielwurf besteht aus zehn Würfen auf das Arenbergtuch. Begonnen wird mit fünf Würfen aus einer Entfernung von 10 Metern, danach folgen fünf Würfe aus einer Entfernung von 15 Metern. Der Wurfstil ist beliebig.

### Weitwurf

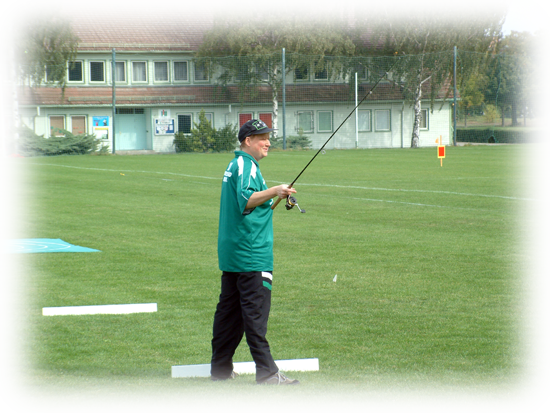
Der Weitwurf

Drei Weitwürfe werden vom 15-Meter-Startbrett aus in einer 20 m breiten Bahn ausgeführt. Gewertet wird der weiteste Wurf, mit der gleichen Rute wie beim Zielwurf.

## Hegefischen/Matchangeln

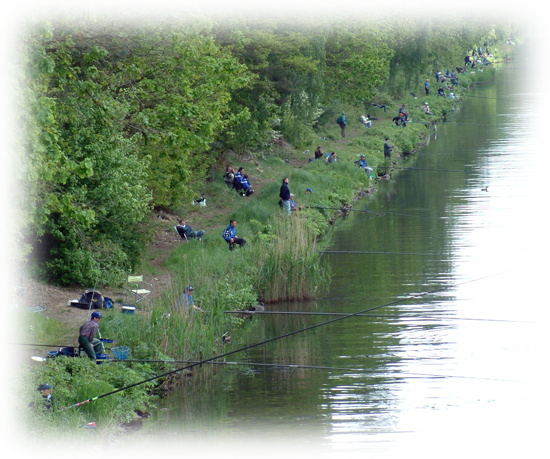
Das Hegefischen/Matchangeln

Das Angeln ist so durchzuführen, dass ausschließlich hegerische Belange erfüllt werden.
Die Zeit des Angelns beträgt 180 Minuten. Geangelt wird mit einer Friedfischangel, bestückt mit einem Haken und Blei tragender Pose. Weitere Angeln können fertigmontiert bereitliegen.
Die Rutenlängen sind begrenzt auf maximal:
- 9,50 m (Schüler)
- 11,50 m (Damen/Jugend)
- 13,00 m (Herren)